# Historia Lettica
Historia Lettica és un llibre de 1649 escrit pel sacerdot Paul Einhorn en alemany. Barreja història i costumisme de Letònia, amb especial atenció al paganisme local, que el religiós luterà volia combatre i sobre el qual ja havia escrit en uns tractats anteriors, anomenant-lo superstició letona. Inclou transcripcions de cançons populars i referències a deesses a les quals s'encomanaven els camperols. Algunes d'aquestes referències no apareixen en cap altra obra i han fet de la Historia Lettica un document etnogràfic valuós dins del seu camp.